# Deborah Blando
Deborah Salvatrice Blando (Sant'Agata Militello, 3 marzo 1969) è una cantante e polistrumentista brasiliana originaria dell'Italia.
Artista conosciuta anche al di fuori del Brasile, ha inciso pezzi in portoghese, inglese, spagnolo e italiano. Suona vari strumenti tra cui pianoforte e violino.

## Biografia
Nata in Sicilia da padre italiano e madre brasiliana con ascendenze ucraine, si è trasferita con la famiglia in Brasile quando era ancora piccola.
Deborah Blando ha firmato un contratto con la Sony Music nel 1990, pubblicando il suo primo album A Different Story,  lanciato poi a livello internazionale. Negli anni 90 la cantante ha inciso altri due album di successo, Unicamente (1997) e l'eponimo Deborah Blando (1998). Meno fortunato il suo disco successivo, Salvatrice (2000). Al 2002 aveva venduto nel mondo circa 6 milioni di dischi. 
Tra il 2003 e il 2011, Deborah Blando ha attraversato diverse crisi personali, che ne hanno limitato la produzione artistica, sfornando per tutto questo tempo un solo disco nel 2007, Polares.
Nel 2013 è uscito il suo nuovo album In Your Eyes.
Le canzoni di Deborah Blando sono state inserite in telenovelas, spot televisivi e film d'animazione. Tra i singoli più fortunati ci sono Innocence, A Maçã, Unicamente, Somente o Sol , A Luz che Acende o Olhar e Seamisai, cover di uno dei cavalli di battaglia di Laura Pausini.

## Discografia

### Album
- 1991: A Different Story
- 1997: Unicamente
- 1998: Deborah Blando
- 2000: Salvatrice
- 2007: Polares
- 2013: In Your Eyes